# Poospizopsis
Poospizopsis – rodzaj ptaków z rodziny tanagrowatych (Thraupidae).

## Występowanie
Rodzaj obejmuje gatunki występujące w Ameryce Południowej.

## Morfologia
Długość ciała 13,5–18,5 cm, masa ciała 18–24,5 g.

## Systematyka

### Etymologia
Rodzaj Poospiza Cabanis, 1847; greckie οψις opsis – „wygląd”.

### Gatunek typowy
Poospiza caesar P.L. Sclater & Salvin

### Podział systematyczny
Do rodzaju należą następujące gatunki:
- Poospizopsis hypocondria (d’Orbigny & Lafresnaye, 1838) – andoczywik rdzawoboczny
- Poospizopsis caesar (P.L. Sclater & Salvin, 1869) – andoczywik duży